# District de Lakhimpur
Le district de Lakhimpur (assamais : লখিমপুৰ জিলা) est une zone administrative de l’état d'Assam en Inde.

## Géographie
Le centre administratif du district est situé à North Lakhimpur. 
Le district s’étend sur une superficie de 2 277 km2 et est partagé en deux subdivisions, celle de Dhakuakhana et celle de North Lakhimpur. 
Sa population est de 1 042 137 personnes en 2001. 
Il est bordé au sud par le Brahmapoutre.
Le nom du district provient de Lakshmi, la déesse de la prospérité.